# Karnowo
Karnowo – wieś w Polsce położona w województwie kujawsko-pomorskim, w powiecie nakielskim, w gminie Nakło nad Notecią.

## Podział administracyjny
Wieś królewska starostwa nakielskiego, pod koniec XVI wieku leżała w powiecie nakielskim województwa kaliskiego.
W latach 1954–1957 wieś należała i była siedzibą władz gromady Karnowo, po jej zniesieniu w gromadzie Nakło nad Notecią. W latach 1975–1998 miejscowość administracyjnie należała do województwa bydgoskiego.

## Demografia
Według Narodowego Spisu Powszechnego (III 2011 r.) liczyła 441 mieszkańców. Jest ósmą co do wielkości miejscowością gminy Nakło nad Notecią.

## Dawne cmentarze
Na terenie wsi znajdują się 2 nieczynne cmentarze ewangelickie.

## Znane osoby
W końcu sierpnia 1922 r. urodził się tutaj Julian Jaranowski (zmarły w Poznaniu w 1983) – polski profesor, hodowca roślin i genetyk.